# Старчевский, Альберт Викентьевич
Альберт Викентьевич Старчевский (также: Адальберт-Войтех Старчевский, 28 апреля 1818 — 7 октября 1901) — русский журналист, энциклопедист и знаток европейских и восточных языков.

## Биография
Альберт (урождённый Адальберт-Войцех) Старчевский, выдающийся историк литературы, журналист, редактор, филолог, лексикограф и энциклопедист польского происхождения. Авторитет по восточноевропейским и азиатским языкам, он написал множество книг по славянской филологии и этнографии, составил и отредактировал несколько словарей по восточнославянским языкам, в том числе Словарь древнеславянского языка (1899 г.), а также оригинальное издание Русского энциклопедического словаря 1848–1853 гг. Старчевский редактировал Библиотеку для Чтения (с Осипом Сеньковским, в 1850-е годы), «Сын Отечества» (с 1856 г., около двадцати лет, с перерывами), затем (в 1879—1885 гг.) газеты «Современность», «Улей», «Эхо», «Родина».
Родился в селе Ивки Киевской губернии в польской семье. Старчевский изучал право сначала в Киевском, затем в Санкт-Петербургском университете. Ещё будучи студентом, он опубликовал свой первый крупный труд  «Сказания иностранных писателей о России»: первый том «Сказаний иностранных писателей XVI века о России» (1841) на латинском языке; за ним последовал второй, под заглавием: «Historiae Rathenicae Scriptores exteri saeculi XVI» (1842). Он перевёл на французский язык российский торговый устав, сделал извлечение из русских законов об иностранцах («Die russischen Gesetze Auslander betreftend»), собрал в Берлинской публичной библиотеке коллекцию портретов и автографов разных исторических лиц, часть которой была издана под заглавием «Galerie slave» (до 360 славянских деятелей, с биографиями), разыскал реляции бранденбургских посланников о России в XVII столетии, копии с которых поступили в архив Министерства иностранных дел, составил подробный каталог русских и иностранных материалов для истории России, извлечённых из архивов и библиотек Западной Европы.
С 1843 года Старчевский был сотрудником «Журнала Министерства Народного Просвещения» по исторической критике и славянской этнографии и филологии; составил грамматики десяти славянских наречий (в рукописи) и напечатал: «Литература русской истории с Нестора до Карамзина» («Финский Вестник»), «О заслугах, оказанных государственным канцлером Н. П. Румянцевым», «Жизнь Н. М. Карамзина» (Санкт-Петербург, 1845). В 1848—1853 годах Старчевский редактировал «Справочный энциклопедический словарь» типографии К. Крайя (12 томов; первый оконченный словарь на русском языке); в 1850-х годах был вторым редактором «Библиотеки для Чтения» Сенковского.
В 1856 году он преобразовал журнал «Сын Отечества» в дешёвую еженедельную газету. Успех её обогатил издателя-редактора, но 13 лет спустя он должен был отказаться от издания этой газеты. После неудачной попытки возобновить «Северную Пчелу», в 1869 году Старчевский стал редактором «Сына Отечества», приобретённого мучным торговцем Успенским на аукционе, но, несмотря на громадный труд в течение семи лет, не мог возвратить газете и малой части её прежнего успеха. В 1879—1885 годах Старчевский редактировал ещё такие малотиражные газеты, как «Современность», «Улей», «Эхо» и «Родину». После неудач в газетах, в 1886 году, порвав с журналистикой, Старчевский начал составлять словари и учебные грамматики. Генеральный Штаб заказал ему серию карманных разговорников, чтобы русские солдаты смогли общаться с персами, турками, китайцами и т. д., которые нужно было срочно издать в очень короткий срок. Но языковедение приносило малый доход, в отличие от журналистики, и Словарь 27 кавказских наречий получилось издать, только прибегнув к дотациям Литературного Фонда.
Довольно обширный отдел его трудов составляют разного рода «Переводчики» с восточных языков, «Спутники», «Толмачи» и тому подобные труды по Средней Азии, Кавказу, Турции, Индии, Тибету, Японии и прочим странам, из которых некоторые выдержали по несколько изданий. Специально для моряков Старчевский издал морской толмач для всех портов Европы, Азии и Средней Африки на 50 языках, которые Старчевский сам изучал и знал в совершенстве. Его мечтой было составление стоязычного словаря. Последняя крупная его работа — «Словарь древнего славянского языка, составленный по Остромирову Евангелию, Миклошичу, Востокову и Бередникову» (1899).
А. В. Старчевский скончался 7 октября 1901 года в Санкт-Петербурге. Похоронен на Волковском лютеранском кладбище.

## Избранная библиография

### Словари и «переводчики»
- Переводчик с русского языка на персидский / Сост. А. В. Старчевский. — СПб.: Типография и литография А. Траншеля, 1886.
- Проводник и переводчик по отдаленным окраинам России, заключающий в себе 44 языка... : (По каждому языку от 1000 по 2000 и более слов, по 300 разговорных фраз и граммат. очерк) / Сост. по методе Меццофанти А. В. Старчевский. — СПб.: [б. и.], 1889. — Т. 1—2.
- Русский средне- и южноазиатский проводник-переводчик, заключающий в себе языки: тюркский (кашгарский и таранчи), джагатайский (чахатайский), узбекский, таджикский, бутанский (лопа), невари, непальский, кашмирский, пенджабский, синдский, белуджи / Сост. А. В. Старчевский. — СПб.: Пар. скоропеч. Г. П. Пожарова, 1896.
- Словарь древнего славянского языка / Сост. по Остромирову евангелию, Ф. Миклошичу, А. Х. Востокову, Я. И. Бередникову и И. С. Кочетову. — СПб.: Типография А. С. Суворина, 1899.

### Статьи в периодических изданиях
- «Великая мысль Екатерины II» («Исторический Вестник», 1885, № 7);
- «Воспоминания старого литератора» («Исторический Вестник», 1886, 10; 1888, 10; 1890, 9; 1891, 8,9; 1892, 10,11);
- «Роман одной забытой романистки» («Исторический Вестник», 1886, № 8 и 9);
- «Дудышкин Степан Семёнович. Один из забытых журналистов» («Исторический Вестник», 1886, № 2).